# 2024년 페르시아만 홍수

24시간 누적 강수량을 나타낸 지도

2024년 페르시아만 홍수는 2024년 4월, 폭우가 페르시아만 일대에 발생한 홍수를 말한다. 일부 지역에서는 하루에 1년치 비가 내린 곳도 있었으며, 홍수는 페르시아만 전체에 큰 영향을 미쳤다. 특히 오만 과 아랍에미레이트가 큰 영향을 받았고 오만에서 19명, 이란에서 8명이 사망해 사망자는 최소 33명이다. 예멘, 바레인, 카타르, 사우디아라비아의 동부 지역도 폭우와 홍수를 겪었다.

## 원인
페르시아만 지역은 원래 덥고 건조한 날씨로 유명하지만 최근 몇 년 동안 홍수를 동반한 폭우가 자주 발생했다. 영국 왕립기상학회(Royal Meteorological Society)는 그 원인이 단시간에 집중호우를 발생시키는 중규모 대류계일 가능성 있다고 밝혔다. 아랍에미레이트 국립기상센터(NCM)의 선임 예보관인 에스라 알나크비(Esraa Alnaqbi)는 대기의 상층부 저기압과 지표면의 저기압이 공기가 서로 압착되었다고 설명한다. 지상의 따뜻한 공기와 높은 곳의 추운 공기 간의 기온차로 인해 강력한 뇌우 발생 조건이 만들어졌다고 설명했다. 펜실베이니아 대학교의 기후학자 마이클 만(Michael Mann)은 세 개의 저기압 시스템이 제트 기류를 따라 페르시아만을 향해 이동하는 폭풍 고리를 형성했다고 말했다. 강력한 저기압 시스템으로 인해 여러 차례의 강풍과 폭우가 발생했다. 레딩 대학교의 기상학자들은 이번 폭우가 뇌우로 인해 발생했다고 밝혔다.
레딩 대학교의 기후학 교수인 리차드 앨런(Richard Allan)과 임페리얼 칼리지 런던의 기후학 부교수인 프리데리케 오토(Friederike Otto)는 "전세계적으로 강우량이 이전보다 훨씬 더 증가하고 있다." 말하며 이번 비정상적인 날씨가 기후변화와 연관 있다고 밝혔다.

해당 지역은 최근 몇 년 동안 폭염과 사이클론의 피해를 입었으며 온도와 습도가 상승함에 따라 과학자들은 페르시아만의 홍수 위험이 계속해서 증가할 것으로 봤다.

## 영향

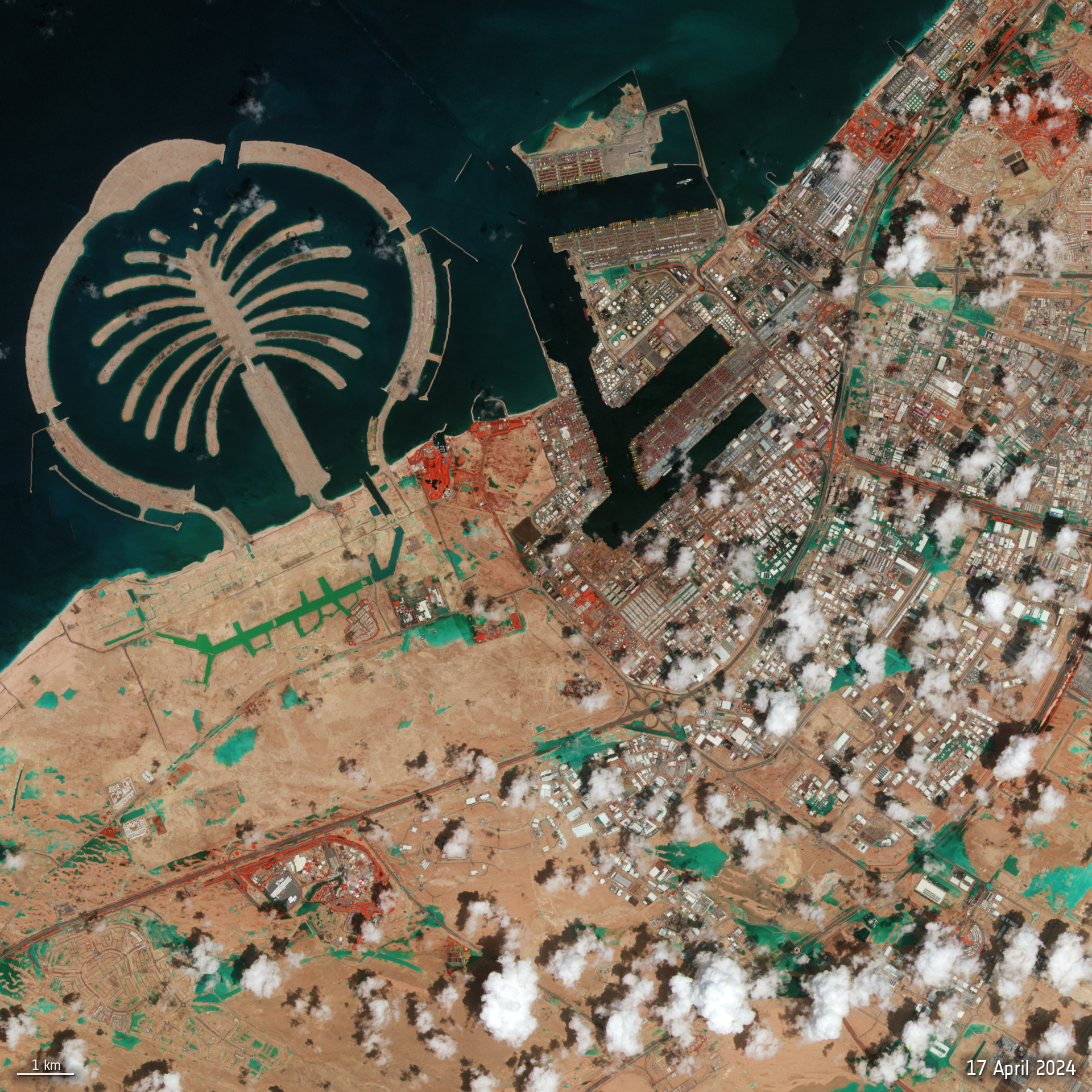
청록색으로 강조 표시된 두바이 제벨 알리 지역의 홍수 영역 위성 사진

### 오만
오만에서 가장 큰 피해를 입은 지역은 북동부주였다. 오만에서는 홍수로 인해 최소 19명이 사망했으며 이 수치에는 4월 14일 사마드 알-샨(Samad al-Shan)에서 일어난 홍수에 침수된 차량에 있었던 학생 10명과 운전자와 구조대원들이 사함에서 시신 상태로 발견된 소녀가 포함되었다. 무스카트 국제공항에서는 일부 항공편이 결항 및 지연되었다.

### 아랍에미리트
아랍에미리트에서는 2024년 4월 15일 오후에 비가 내리기 시작하여 4월 16일에 발달해 4월 17일에 그쳤다. 아람에미리트에서는 24시간 동안 기록적인 강우량을 기록했는데, 이는 1949년 기상 관측이 시작된 이후로 최고 수치였다. 아랍에미리트의 국립기상센터에 따르면 알 아인의 Khatm Al Shakla지역에서 최고 강수량인 254.8mm를 기록했다. 7개 토후국 모두에서 광범위한 홍수가 보고되었다. 예상 강우량은 40mm, 최대 100mm의 비가 일부 지역에서 내릴 것으로 예상되었다.
70세 남성 아랍에미리트 시민 한 명이 라스알카이마의 와디에서 홍수로 사망했다. 해외 필리핀 근로자 3명도 사망했는데, 그 중 두명은 홍수로 인해 차량 안에 갇혀 있었고, 다른 하나는 차량이 싱크홀에 빠면서 사망했다. 50대 파키스탄 남성은 강물에 휩쓸려 익사했다.
라스 알 카이마와 알아인에서는 산사태가 있었다. 주민들에게는 집에 머물고 운전을 피하라는 경고를 받았다. 물은 단수되었고 인터넷 서비스 중단과 정전이 만연했다. 전국적으로 학교와 민간부문은 남은 주(월요일 제외) 동안 집에서 원격 근무하도록 지시되었다.
두바이 메트로는 서비스가 중단되면서 약 200명의 통근 인원들이 여러 역에서 발이 묶였다. 그 다음날 도로교통국(RTA)은 유지보수 점검을 실시하고 두바이 메트로의 두 노선 모두 서비스를 제한적으로 개시했다. 또한 두바이 - 아부다비, 두바이 - 샤르자, 두바이 - 아지만 노선의 시외버스 운행이 중단되었다. 두바이 국제공항에서는 이틀 동안 총 1,244편의 항공편이 결항되었고 41편이 회항했다. 4월 16일 두바이에서 출발할 예정인 모든 플라이두바이 항공편이 결항되었다. 두바이 공항에서는 총 6.45 인치 (164 mm)의 비가 내렸다.
알아인에서 열릴 예정이었던 아랍에미리트 알아인 과 사우디 알힐랄 축구 팀 간의 AFC 아시아 챔피언스리그 준결승전이 홍수로 인해 하루 연기되었다.
두바이 무하이스나(Muhaisnah)에 위치한 아파트에 거주 중이었던 100여 가구는 구조물 파손 이후 4월 19일에 건물에서 대피했다. 폭우로 지하는 물에 잠겼으며, 물을 퍼내는 작업을 한 뒤 5일이 지난 시점에서도 지하에 있는 차량들은 여전히 잠긴 상태였다.
비가 내린 지 5일 만에 샤르자 대부분 지역에서 역류하고 고인 하수로 인한 위생 및 건강 문제로 어려움을 겪었다. 사람들은 하수로 피해를 입었으며 어린 아이들이 구토를 했다는 보고가 있어 긴급한 의료 조치가 필요했다.

### 바레인

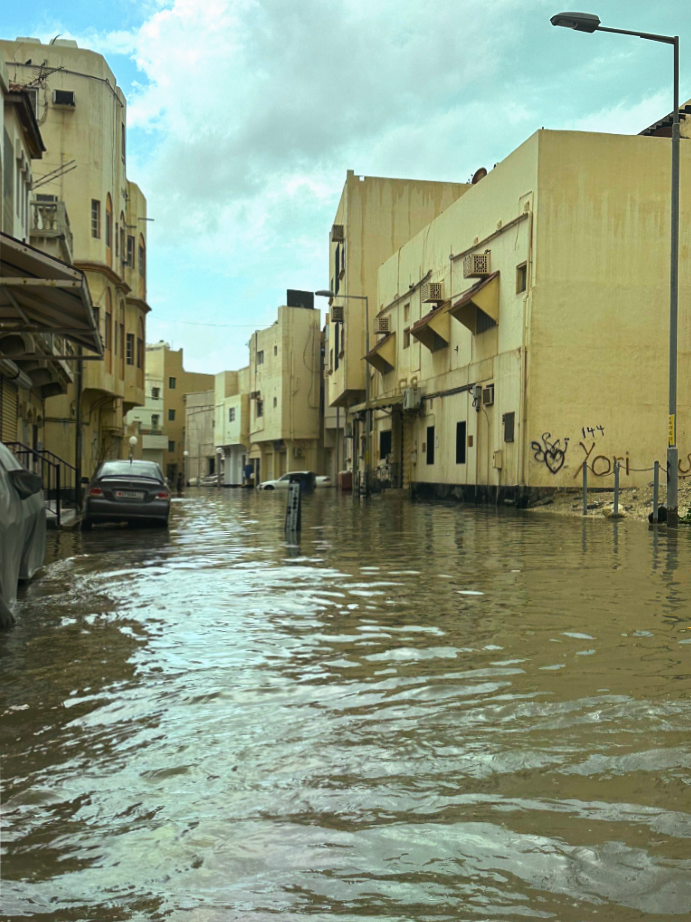
바레인 무하라크의 침수된 거리

4월 15일과 16일에 폭우와 뇌우가 발생하여 광범위한 홍수가 발생했으며, 자동차가 도로 위에 버려졌다. 바레인 기상청에 따르면 평균 67.6 밀리미터 (2.66 in)의 강우량은 48시간 동안 있었으며 이는 바레인 역사상 두 번째로 높은 강우량 기록이다. 바레인 내무부는 주민들에게 집에 머물도록 안전 경고를 발령했다. 교육부는 학교와 고등교육기관을 폐쇄시켰다. 당시 풍속은 시속 70㎞로 추정됐었으며 시트라의 한 슈퍼마켓 천장은 비로 인해 붕괴했다.

### 카타르
폭우와 강풍은 마디나트 아시 샤말(Madinat ash Shamal) 과 아르루아이스(Ar-Ru'ays) 마을을 중심으로 한 북부 지역에서 관측되었다. 도하 에서는 소나기가 있었다. 날씨로 인해 학교와 공공시설들은 문을 닫았으며, 이날 근무는 온라인으로 진행되었다.

### 이란
이란 남동부에서 폭우와 홍수가 있었다. 시스탄발루치스탄주, 호르모즈간주, 케르만주지역이 가장 큰 피해를 입었으며 시스탄발루치스탄주에서는 8명이 사망하고 케르만 지역에서는 3명이 실종됐다.

### 사우디아라비아
동부지방에 폭우가 내렸으며 광범위한 홍수가 각 지방들, 특히 주도 담맘에 큰 영향을 미쳐 터널과 도로가 폐쇄되었고 학교는 휴교했다.

### 쿠웨이트
쿠웨이트 기상청은 4월 16일 폭우와 뇌우에 대해 경고했다.

### 예멘
4월 17일 예멘 하드라마우트주에서 폭우와 홍수가 발생해 1명이 사망하고 재산 피해가 발생했다. 무칼라 항구 인근 산지에 폭우가 내리면서 산사태의 가능성이 높아졌다.

## 대응
4월 17일, 살만 빈 하마드 알 칼리파 바레인 왕세자 겸 총리는 강우로 인한 주택 피해를 조사하고 보상할 계획을 발표했다. 이번 폭우에 앞서 노동부와 바레인 4개 시의회 간의 전국적인 비상공동대책반을 편성해 침수된 거리의 빗물을 빼내고 알루지 호수로 펌프를 작동시키는 등의 수해 구호 활동을 조율했다
왕립 오만 경찰은 152건의 작전을 수행하여 전국적으로 수재민 1,630명을 구출했다.

### 아랍에미리트
4월 17일, 아랍에미리트의 대통령 모하메드 빈 자예드 알 나흐얀은 피해를 조사하고 피해를 입은 가족들에게 지원을 제공할 계획을 발표했다. 또한 국가 기반 시설에 대한 조사를 명령했으며 4월 18일, 두바이 왕세자이자 두바이 집행위원회 의장인 함단 빈 모하메드 알 막툼(en:Hamdan bin Mohammed Al Maktoum)은 미래의 환경 위기에 대비하기 위한 회의를 열었다. 4월 21일 그는 두바이 공무원들에게 급여를 조기 지급하도록 했다. 에마르사 등의 여러 업체에서는 피해를 입은 수재민들을 위한 대체 주택 서비스를 무료로 제공하기 시작했다.
4월 17일까지 주방위군 수색구조센터는 수색구조 71건, 의료후송 65건 등 136건의 작전을 수행했다.

## 반응
이슬람협력기구 사무총장 히세인 브라힘 타하는 홍수 피해자들에게 애도를 표했다.

### 인공강우 의혹
홍수의 여파로 일부 뉴스 매체는 기상학자인 아흐메드 하비브의 말을 사용하여 이번 폭우와 아랍에미리트의 인공 강우 프로그램을 연관시켰다. 건조한 사막 기후와 높은 기온으로 인해 아랍에미리트에서는 이전부터 물 부족 문제를 해결하기 위해 인공 강우 방식인 구름 씨 뿌리기가 사용되었는데 이번 홍수의 원인이 아니냐는 의혹이었다.
아랍에미리트 국립기상센터(NCM)의 오마르 알 야지디(Omar Al Yazeedi) 부국장은 이러한 주장을 일축하면서 해당 기관은 "이번 홍수 기간 동안 어떠한 인공 강우 작업도 수행하지 않았다"고 밝혔다. 다른 뉴스 평론가들도 이 기술이 강수량을 약간 증가시키며 아랍에미리트의 인공 강우 프로그램은 인구 밀도가 높은 대도시 지역에서 멀리 떨어진 동부 지역에만 진행되었다고 말하면서 인공강우와 이번 홍수 간의 연관성에 대해 일축했다. 왕립기상학회(Royal Meteorological Society)와 같은 다른 전문 기관들도 구름 씨 뿌리기는 최소한의 효과만 가질 것이라고 밝혔으며, 다른 전문가들은 인공 강우에 초점을 맞추는 것은 오해의 소지가 있다고 말하기도 했다.
UAE에서 인공 강우 프로그램을 사용하는 레딩 대학의 과학자들은 대규모 기상 패턴이 사전에 예측되었고 구름의 영향을 받기에는 그 크기가 너무 크다는 점을 고려하여 인공 강우가 이번 폭우의 원인이라는 점을 부인했다. 인공 강우의 효과는 일반적으로 짧고 몇 시간 동안만 지속된다고 덧붙였다.